# パークタワー大阪中之島フロント
パークタワー大阪中之島フロント（パークタワー おおさかなかのしま フロント）は、大阪府大阪市西区土佐堀にある超高層マンション。

## 概要
北側が土佐堀川に、南側が土佐堀通に面する位置に所在する。2003年9月に建設が開始され、2006年2月に竣工した。南北に敷地が広がるため長方形の形状となっている。壁面はこげ茶色を基調としている。

## 構造
- 地上 35階（塔屋2階)、地下 1階
- 敷地 1,915m2
- 延面積 20,592m2
- 戸数 171戸
- 高さ 118.25m

## アクセス
- 京阪電鉄 京阪中之島線 中之島駅 徒歩3分
- 四つ橋線 肥後橋駅 徒歩8分
- 中央線 阿波座駅 徒歩12分
- 千日前線 阿波座駅 徒歩12分
- 阪神電鉄 本線 福島駅 徒歩15分
- JR西日本 東西線 新福島駅 徒歩15分

## 近隣施設
- リーガロイヤルホテル
- 住友病院